# Cista Provo
Cista Provo ist eine Ortschaft und das Zentrum der gleichnamigen Gemeinde im Süden Kroatiens in der Gespanschaft Split-Dalmatien. Nach der Volkszählung von 2021 hat die Gemeinde 1799 Einwohner, der Ort 469 Einwohner. Zur Gemeinde zählen ferner Aržano, Biorine, Cista Velika, Dobranje und Svib.

## Geographie
Cista Provo liegt im dalmatinischen Hinterland an der Kreuzung der Staatsstraßen D39 und D60. Über die D39 erreicht man nach 11 Kilometern die Autobahn A1 und nach 20 Kilometern die Adriaküste bei Dubci. Imotski ist 27 Kilometer entfernt, Split 67 Kilometer.

## Sehenswertes
Im Gebiet um Cista Provo sind Hügelgräber der Illyrer erhalten, die hier ab dem 10. Jahrhundert v. Chr. siedelten. Funde aus römischer Zeit belegen die Bedeutung des Ortes an der Handelsstraße zwischen Salona und Narona. In Mandarići, fünf Kilometer nordwestlich von Cista Provo, wurden die Reste einer dreischiffigen frühchristlichen Basilika aus dem 5. Jahrhundert gefunden. An der Straße Richtung Cista Velika gibt es eine Reihe mittelalterlicher Grabsteine der Bogomilen.